# Wolfenstein: The Old Blood
『Wolfenstein：The Old Blood』(ウルフェンシュタイン：ザ オールドブラッド) は、『Wolfenstein: The New Order』の前日譚に当たるWolfensteinシリーズの作品。
マルチプラットフォームで展開された本作は、アメリカ合衆国では2015年5月5日に発売され、日本国内ではXbox One版が2015年5月28日に発売され、PS4版が6月4日に発売された。
2025年3月にMicrosoft Store経由Windows版とXbox版が無料でPrime Gamingより配布された。

## 概要
本作は前作に引き続き、シングルプレイ専用のゲームとなっている。前作から登場した人造人間の他にもゾンビや巨人が登場するなど、前作よりもオカルト色の強い作風となっている。

## ストーリー
舞台は1946年。史実では前年に連合国軍の勝利に終わったはずの第二次世界大戦だが、ナチス・ドイツの幹部「デスヘッド」親衛隊大将の開発した先進的な兵器の数々の前に連合国軍は劣勢を強いられていた。連合国軍に残された道は、デスヘッドが根城にしている秘密研究所の在り処を暴き、急襲して打倒する事だけだ。そのために彼の右腕の女幹部・ヘルガが持つ機密ファイルを奪うべく、連合国軍工作員ブラスコヴィッチと相棒のウェスリーは彼女の拠点であるウルフェンシュタイン城へと潜入する。2人は無事にファイルを入手し、戦争の形勢を変えることはできるのだろうか。

## 登場人物

### 米国秘密諜報局（O.S.A.）
ウィリアム・ジョセフ "B.J." ブラスコヴィッチ (William Joseph "B.J." Blazkowicz)
声 - ブライアン・ブルーム (英) / 中田譲治 (日)
主人公。本作ではO.S.A.の工作員として、ウルフェンシュタイン城へ潜入する。
リチャード・ウェスリー (Richard Wesley)
声 - ローナン・サマーズ (英) / ？ (日)
O.S.A.で最も有望な工作員の1人で、その経験と冷酷なまでの効率性が高く評価されている。コードネームはエージェント1。
ピッパ・シェパード (Pippa Shepherd)
声 - マリアンヌ・グラファン (英) / ？ (日)
O.S.A.の一員である女性工作員。コードネームはエージェント2。
ファーガス・リード (Fergus Reid)
声 - ギデオン・エメリー (英) / 赤城進 (日)
前作に続いて登場している赤毛のスコットランド人。本作では終盤に少しだけ姿を現す。

### レジスタンス
ルートヴィヒ・ケスラー (Ludwig Kessler)
声 - ユアーズ・リモンド (英) / ？ (日)
田舎街・ウルフブルクで小さなレジスタンス組織を率いる元新聞記者。カモフラージュとして酒場を経営している。
アテッネ・クラウス (Annette Krause)
声 - リリー・フィクナー (英) / ？ (日)
ケスラーと行動を共にする若い女性。両親を亡くしている。

### ナチス
ヘルガ・フォン・シャーブス (Helga von Schabbs)
声 - ガブリエル・シャルニツキー (英) / ？ (日)
異常な好奇心を持つ女性考古学者。ナチス親衛隊超常科学局の責任者を務める。ウルフブルクにおいて謎めいた遺物を発掘している。左脚が義足なのは、幼いころに伝染病にかかったため。
ルディ・イェーガー (Rudi Jäger)
声 - ベンジャミン・ユング (英) / ？ (日)
ヘルガの副官で、ウルフェンシュタイン城の刑務所長。グレタというカンプハウンドと常に行動している大の犬好き。性格は残虐で、城の地下監獄に入れられた囚人達を犬の餌にしている。
エメリッヒ・シュライナー (Emmerich Schreiner)
声 - ハンズ・エッカート・エックハルト (英) / 言語音声 (日)
ナチス親衛隊中佐で、デスヘッド親衛隊大将の側近。ヘルガと発掘調査のお目付け役として派遣された。

## 登場武器
ナイフ
近接攻撃用の刃物。2つ以上所持で投擲可能。
パイプ
金属製の管。近接攻撃に利用出来る。
分離したパイプを左右に持つ片手持ち、連結して長物として使う両手持ちに切り替えられる。
脆くなった壁に突き立ててよじ登ったり、隔壁やハッチをこじ開けたりするのにも用いる。
ハンドガン
拳銃。装弾数10発。両手持ち対応。
サイレンサーの着脱が可能。サイレンサー装着中は銃声で敵に気づかれなくなる。
モデルはルガーP08。
アサルトライフル46-T
突撃銃。装弾数30発。発射方式をフルオート・3点バーストに切り替え可能。
両手持ち対応。
モデルはStG44。
2連式ショットガン
中折れ式水平二連散弾銃。装弾数2発。
ショックハンマー
セミオート水平二連散弾銃。装弾数10発。両手持ち対応。
散弾ではなくスラグ弾を使用する。
ベルトリンク式のような装填方法だが、非ベルトリンク式。
ソードオフショットガン
銃身を切り詰めた中折れ式水平二連散弾銃。装弾数2発。
「2連式ショットガン」の短銃身版。
カンプピストーレ
ロケット推進する榴弾を射出する拳銃。装弾数1発。
モデルはワルサーカンプピストル。
ボンベンシャス
大口径ボルトアクションライフル。装弾数5発。
中～遠距離への狙撃に向いている。
横向きに装着する弾倉(マガジン)が特徴。
モデルはKar98k。
アップグレード・スコープ
フリップ式のスコープが装着され、望遠・拡大機能が付与される。
交戦距離に応じてアイアンサイトとスコープを使い分けられるようになる。
ハンドグレネード
投擲後、時間経過で爆発する柄付き手榴弾。
モデルはM24型柄付手榴弾。
ヘビーマシンガン(機関銃 1946)
ガトリングガン。設置中は弾数無限。
取り外して携行すると250発の弾数制限が掛かる。設置し直す事で補充可能。
PERK「ヘビーマシンガン所持」を習得する事で、武器ホイールに加える事が可能となる。